# 张湘泽
張湘澤（1905年—1986年7月），中华民国大陆时期的国军将领，台湾基督教地方教会的重要人物。生于安徽寿县。

## 軍旅生涯
張湘澤系日本陆军士官学校中国留学生队第二十七期毕业。历任中央军校南宁分校教官、第13军教导团团长、第5战区战斗干部团教务主任、第4游击纵队副司令、司令、安徽省保安副司令兼保安第2团团长。
1949年5月，陸军第126军在安徽成立，張湘澤任军长。1949年12月2日，126军在廣西博白遭受解放军重创，張湘澤率一部分部队退到越南，被越南解除武装，送往富国岛（復岡島），1951年去台湾。

## 投身基督信仰
1944年，張湘澤在大陆时已经相信耶稣，但没有参加聚会。1951年到台湾後，台北市召会正經歷大復興，他也開始参加聚會。1953年，張湘澤在台湾参加李常受的訓練後，成為召會裡的一位「全時間同工」。

## 晚年、安息
1982年，張湘澤在印尼突然中風，不久又因患有青光眼而眼睛失明。

1986年7月，在参加美国德州的夏季训练时去世（該年並非在加州安那翰舉辦）。在安息聚会上，李常受在会中痛哭，并且评价張湘澤“的确是个得胜者”，称赞他身上的四个特点：“第一，他是绝对的寻求并跟随主以及祂的恢复；第二，他在主恢复的职事中是有用和忠信的；第三，他不变的、持续不断的与职事是一；第四，他完全不顾自己的性命。”。

## 家庭
張湘澤的配偶张王帅信（1915年—2000年）生于南京一个基督徒家庭，18岁进入金陵女子大学，不久进入地方教会，受李渊如帮助，24岁参加倪柝声在上海「友华村」的训练，成为当时最年轻的同工。31岁时与張湘澤在杭州结婚，1951年随其来台，同样投身于基督教会。